# Элтон (вратарь)
Э́лтон да Си́лва Арру́да (порт.-браз. Helton da Silva Arruda; род. 18 мая 1978[…], Сан-Гонсалу, Рио-де-Жанейро), более известный как просто Элтон (порт.-браз. Helton) — бразильский футболист, вратарь. В настоящее время главный тренер португальского клуба «Фреамунде».
Во времена триумфа «Васко» в чемпионате Бразилии и в Кубке Либертадорес Элтон был игроком молодёжного состава. Однако в 2000 году он пробился в основу клуба, который в том сезоне был одним из сильнейших в мире (победа в чемпионате страны, в Кубке Меркосур и финал Клубного чемпионата мира).
В Португалии два сезона отыграл за «Униан Лейрия», после чего в 2005 году перешёл в «Порту», в составе которого стал чемпионом, выиграл Кубок и Суперкубок Португалии, а также стал победителем Лиги Европы 2010/2011.
9 июня 2015 года Элтон продлил контракт с «Порту» на два года.
28 июня 2016 года покинул «Порту».

## Достижения
- Чемпион Португалии (7): 2005/06, 2006/07, 2007/08, 2008/09, 2010/11, 2011/12, 2012/13
- Обладатель Кубка Португалии (4): 2005/06, 2008/09, 2009/10, 2010/11
- Обладатель Суперкубка Португалии (5): 2006, 2009, 2010, 2011, 2013
- Победитель Лиги Европы: 2010/11